# الجرائم المتعلقة بالكحول

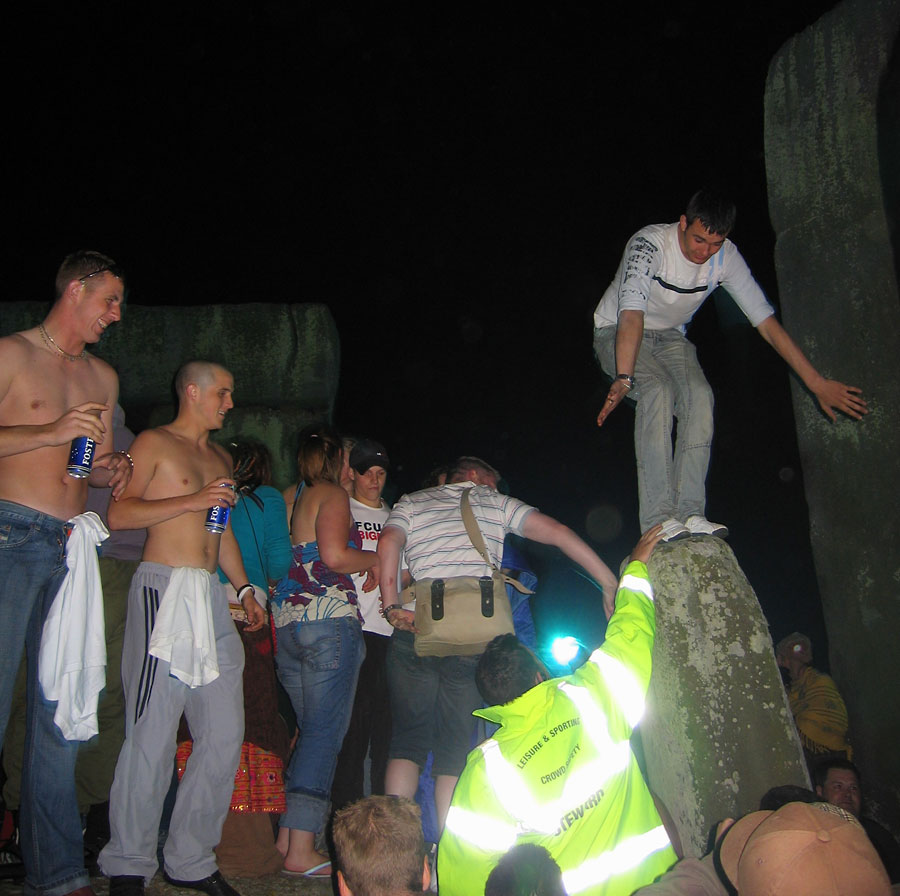
في المملكة المتحدة ، تقوم الشرطة عادةً بإنفاذ القوانين ضد التسمم العام فقط إذا كان الشخص المخمور غير قادر على التصرف بطريقة معقولة ، كما يتضح من أنشطة مثل تسلق ستونهنج (في الصورة).

تشير الجرائم المرتبطة بالكحول إلى الجرائم الاجرامية التي تشمل على شرب الكحول وأيضا انتهاكات اللوائح المتعلقة ببيع الكحول أو استخدامه، بمعنى اخر الانشطة المخالفة لقانون الكحول. يعتبر تعاطي الكحول والقيادة تحت تأثيرها من أكثر الجرائم المرتبطة بالكحول انتشارا في الولايات المتحدة ومشكلة رئيسية في بلدان عديدة، إذا لم يكن معظمها في جميع أنحاء العالم. وأيضاً فإن الإعتقالات المرتبطة بجرائم الكحول تشكل نسبة عالية من جميع الاعتقالات التي تقوم بها الشرطة في الولايات المتحدة.
ومن المرجح أن يكون مرتكبو الجرائم مسكورين أكثر من ضحايا الجريمة. وترتبط معدلات توافر الكحول واستهلاكه ومعدلات الكحول ارتباطاً إيجابياً بالإزعاج، والتسكع، والتسكع، والسلوك غير المنتتظم في الأماكن العاممة؛ والعنف المنزلي؛ وكذلك جرائم العنف، من خلال تفاصيل تختلف بين البلدان وثقافات معينة. ولخصت البحوث إلى أن العوامل التي تزيد من احتمال حدوث العنف المرتبط بالكحول تشتمل المزاج الصعب، وفرط الحركة، والمعتقدات العدائية، وتاريخ العنف الأسري، وسوء الأداء المدرسي، والأقران الجانحين، والمعتقدات الإجرامية بشأن آثار الكحول، والانفعال، واضطراب الشخصية المعادية للمجتمع.
وفي أوائل القرن العشرين، قدرت التكلفة النقدية للجرائم المتصلة بالكحول في الولايات المتحدة وحدها بأكثر من 205 بلايين دولار، أي ضعف التكلفة الاقتصادية لجميع الجرائم الأخرى المتصلة بالمخدرات. وفي فترة مماثلة في المملكة المتحدة، قدرت تكلفة الجريمة وآثارها المعادية للمجتمع بمبلغ 7.3 بليون جنيه إسترليني. ويشير تقدير آخر للمملكة المتحدة للتكلفة السنوية للجرائم المتصلة بالكحول إلى ضعف هذا التقدير، بما يتراوح بين 8 و13 مليار جنيه إسترليني. وتتسم أنماط الشرب الخطرة بإشكالية خاصة في روسيا والمكسيك وبعض أنحاء أفريقيا وحولها.
لم يتم فهم العلاقة بين الكحول والعنف إلى الآن بشكل تام، حيث يختلف تأثيرها من فرد للاخر. في حين أن تعاطي الكحول يرتبط ارتباطًا وثيقا بالجرائم والعنف، فالعلاقة ليست بسيطة أو مباشرة. تدور الدراسات والنظريات المتعلقة باضطراب تعاطي الكحول، من بين أمور أخرى، إلى أن استخدام الكحول من المحتمل أن يقلل من إدراك المجرم وإدراكه للعواقب. وقد لاحظت منظمة الصحة العالمية أنه من بين المشاكل الاجتماعية الناتجة عن الاستخدام الضار للكحول، فإن «الجريمة والعنف المرتبطين باستهلاك الكحول» هي على الأرجح القضية الأكثر أهمية.

## أنواع
ترتبط بعض الجرائم ارتباطًا وثيقا بالكحول، مثل التسمم في الأماكن العامة أو شرب الكحول تحت السن القانوني، ومن المتوقع أن تحدث جرائم أخرى مع إدمان الكحول.

### العنف المنزلي وإساءة معاملة الأطفال
عادة يرتبط العنف المنزلي مع ادمان الكحول..وقد تم الإبلاغ عن تعاطي الكحول كعامل من قبل ثلثي ضحايا العنف المنزلي. يندمج الأشخاص المعتدلون في عنف عميق أكثر من الذين يتناولون الخمر والممتنعون عنه، ولكن بشكل عام هم الذين يشربون الخمر و / أو بينهم هم الذين يشاركون في أكثر الأعمال العدوانية المزمنة والخطيرة ترتبط احتمالات وتواتر وشدة الاعتداءات الجسدية ارتباطًا وثيقا بتعاطي الكحول. في المقابل، ينخفض العنف بعد العلاج السلوكي لمدمني تعاطي الكحول الزوجي. أيضا تشير الدراسات إلى انه يمكن ان يكون هناك روابط بين الإدمان على الكحول واساءة معاملة الأطفال

### القيادة تحت تأثير الكحول

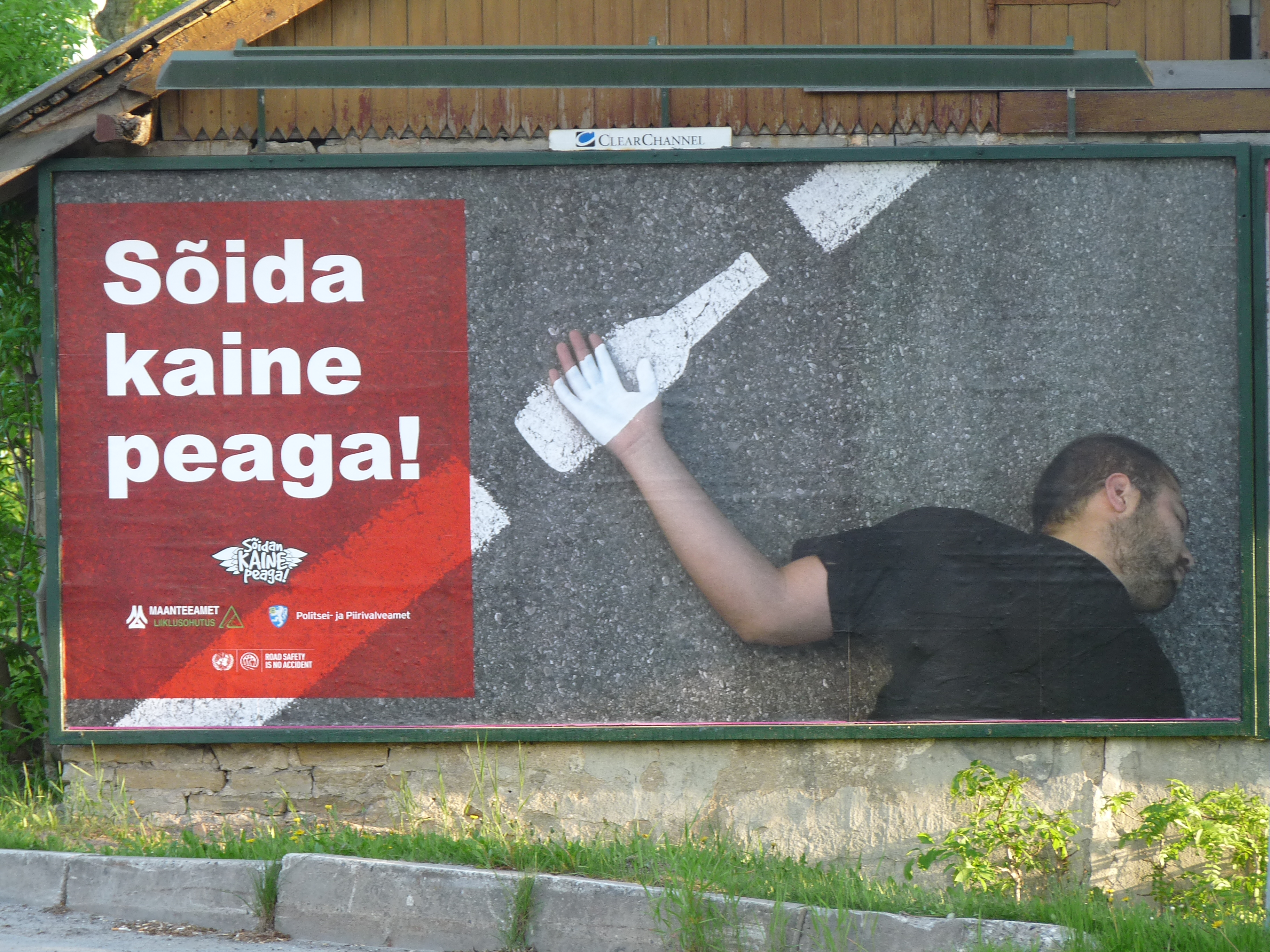
لوحة إعلانية إستونية تحذر من القيادة تحت تأثير الكحول

القيادة تحت تأثير الكحول أو القيادة أثناء الشرب، هي جريمة قيادة تعاني من الضعف بسبب الكحول أو المسكرات الأخرى وتلك التي يوصفها الأطباء. مع إدمان الكحول، يتم تحديد مستوى السموم لدى السائق عادة عن طريق قياس محتوى الكحول في الدم أو BAC ؛ ويمكن اعتباره أيضا أنه اختبار للتنفس، يشار إليه في معظم الاوقات باسم «براك». ويحدد مقياس BAC أو BRAC الذي يتجاوز المستوى المحدد، مثل 0.08%، الجرائم الجنائية دون الحاجة إلى إثبات ذلك. في بعض الولايات القضائية، هناك فئة تركزعلى مستوى أعلى من BAC ، مثل 0.12% أو 0.15% أو 0.25%. يمكن لضباط الشرطة إجراء اختبارات ميدانية للمشتبه فيهم لاختبار التسمم في العديد من الولايات القضائية.

### المخدرات سهلت الاعتداء الجنسي
ويزيد إساءة استعمال الكحول من خطر تعرض الأفراد للعنف الجنسي أو ارتكابه. إن الاعتداء الجنسي الذي تيسره المخدرات هو اعتداء جنسي تم بعد أن أصبحت الضحية عاجزة عن العمل بسبب تناولها الكحول أو المخدرات الأخرى. ولا تزال المشروبات الكحولية أكثر الأدوية المفترسة استخداماً، حيث أنها متاحة بسهولة وقانونية، ويقال إنها تستخدم في معظم الاعتداءات الجنسية. فالعديد من المهاجمين يستخدمون الكحول لأن ضحاياهم غالبا ما يقومون بإغرائهم عن طيب خاطر، ويمكن تشجيعهم على شرب ما يكفي لفقدان المعوقات أو الوعي. ويعتبر الجنس مع الضحية غير الواعية اغتصابا في معظم الولايات القضائية، إن لم يكن في جميع الولايات القضائية، وقد ارتكب بعض المعتدين «اغتصابا للراحة» حيث اعتدوا على الضحية بعد أن أصبح فاقدا للوعي من الإفراط في الشرب.

### قتال الشارع
عادةً ما يكون القتال في الشوارع غير قانوني بسبب تعطيله للنظام العام. بعض المعارك تكون مدفوعة بتأثير الكحول. الكحول بحد ذاته لا يؤدي مباشرة إلى العنف، ولكنه يعمل كعامل محفز، حيث تساهم هتافات الجمهور أو استفزازات الخصوم في إشعال القتال بين المتقاتلين. نظرًا لأن استهلاك الكحول يؤثر سلبًا على وظائف الدماغ، فإن الأشخاص السكارى يفشلون في تقييم الموقف بشكل صحيح، مما يؤدي غالبًا إلى ردود فعل مفرطة ومعارك غير متوقعة.

### وسيلة دفع
تم استخدام الكحول كعملة (وسيلة دفع) في العلاقات الجنسية مقابل المنافع (الجنس التجاري) (يشير الجنس التجاري إلى العلاقات الجنسية التي يكون فيها تقديم أو استلام الهدايا، الأموال، أو الخدمات الأخرى عاملًا مهمًا) في جنوب إفريقيا وأوغندا.